# DN79
DN79 este un drum național din România care leagă Aradul de Oradea, trecând prin Chișineu-Criș și Salonta. La Salonta, drumul are o ramificație de 14 km, numită DN79B, care trece granița în Ungaria spre orașul Șărcad.